# Apă fosilă

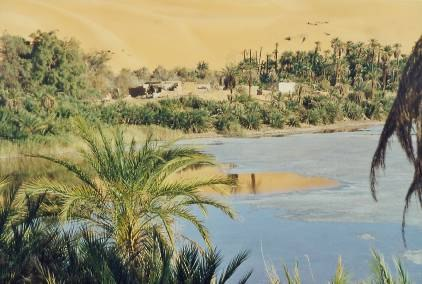
Oază în Libia

Apa fosilă este apa subterană care este înmagazinată în straturile profunde acvifere timp de milenii sau chiar milioane de ani. Apa fosilă este considerată o resursă care nu se reînnoiește. 
Această apă nu provine ca și celelalte ape subterane din precipitații sau prin infiltrarea în pământ a apelor de suprafață cu care nu are nici un contact. 
Apa fosilă a luat naștere în timpul formării Pământului (straturile pământului), apă care este închisă în straturile profunde ale pământului fiind izolată de celelate straturi de apă și fără a lua parte la recircularea apei în natură. In prezent este pompată la suprafață și folosită de om fără a fi completată, cu ajutorul tehnicii moderne de forare la adâncimi mari. 
Astfel apele subterne din Sahara, ca și straturile profunde de apă care nu participă la circuitul de apă din Lacul Tanganyika sunt ape fosile.